# Cryptosporiopsis tarraconensis
Cryptosporiopsis tarraconensis är en svampart som beskrevs av Gené & Guarro 1990. Cryptosporiopsis tarraconensis ingår i släktet Cryptosporiopsis och familjen Dermateaceae.   Inga underarter finns listade i Catalogue of Life.